# Hermanniella mastyx
Hermanniella mastyx är en kvalsterart som beskrevs av Sandór Mahunka 1983. Hermanniella mastyx ingår i släktet Hermanniella och familjen Hermanniellidae. Inga underarter finns listade i Catalogue of Life.